# Gura Văii (Bacău)
Pour les articles homonymes, voir Gura Văii.
Gura Văii est une commune roumaine située dans le județ de Bacău.